# Collegiale kerk Onze-Lieve-Vrouw van Dinant

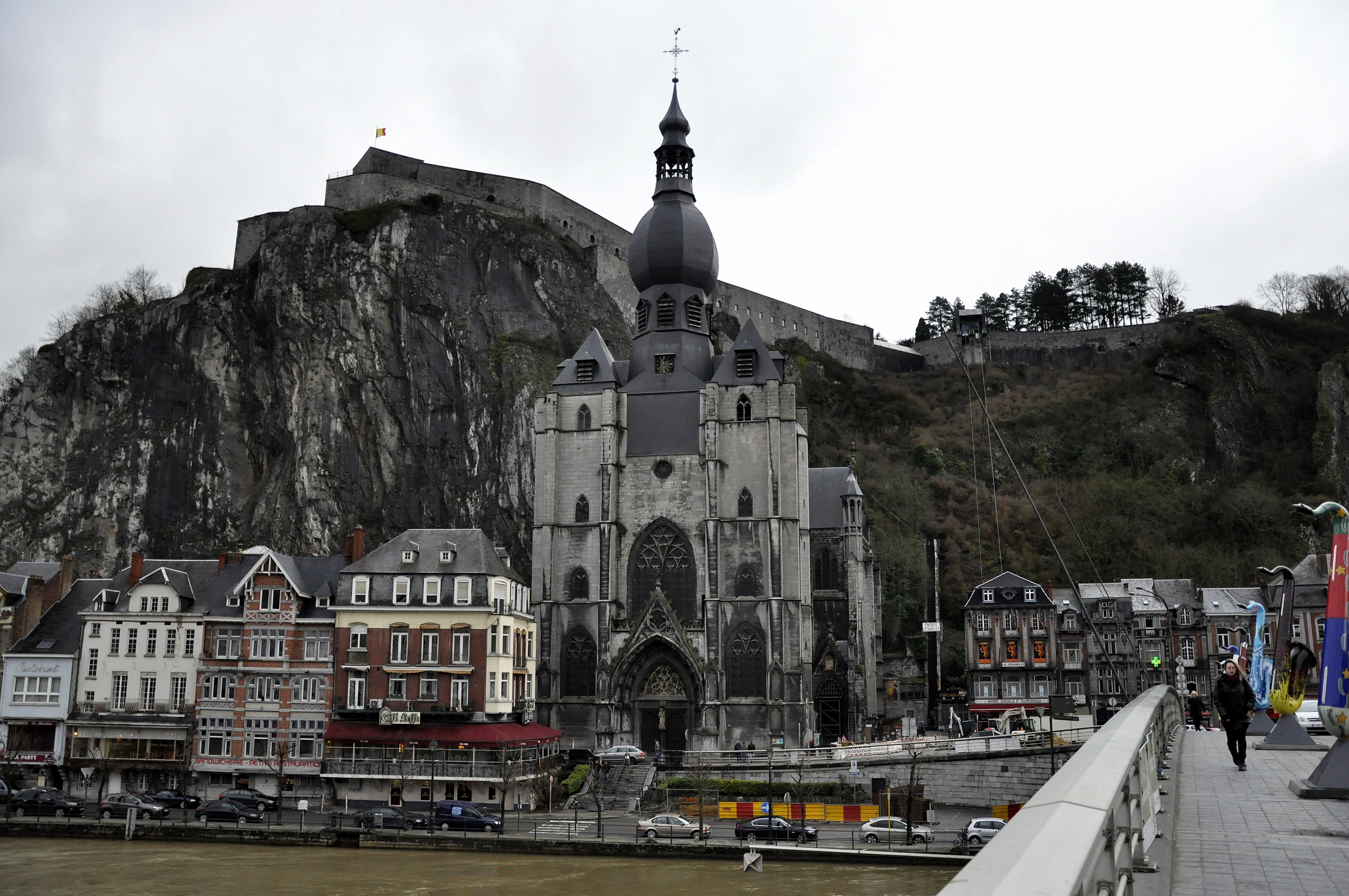
De collegiale kerk Onze-Lieve-Vrouw van Dinant

De collegiale kerk Onze-Lieve-Vrouw van Dinant (Frans: Collégiale Notre-Dame) in de Belgische stad Dinant is een collegiale kerk uit de 13e eeuw. Het is een voorbeeld van de Maasgotiek in het prinsbisdom Luik. Het gebouw is volledig opgetrokken uit de grijze kalksteen van Dinant.
In de 10e eeuw werd hier een kerk in romaanse stijl gebouwd, maar die werd vernield in 1227, toen een stuk overhangend rots naar beneden kwam. Hierbij kwamen 36 mensen om het leven. Alleen het romaanse noordportaal bleef bewaard. De kerk werd heropgebouwd in Maasgotische stijl. Een nieuw gotisch koor en transept werden voltooid rond 1250. Het driebeukig schip en de torens volgden omstreeks 1280. In 1566 kreeg de kerk haar nogal aparte, peervormige klokkentoren, die het beeld van Dinant van vandaag kenmerkt. Deze klokkentoren was aanvankelijk bestemd voor het stadhuis. Achter de drie korte beuken springt het transept ver uit. Transept en middenschip kregen op het einde van de 16e eeuw nieuwe gewelven. Het koor heeft een indrukwekkende omgang maar geen kapellen. 
Zowel in de 19e eeuw als na de verwoesting van de stad in 1914 werden academische restauraties uitgevoerd.
Het glasraam in de dwarsbeuk is van de hand van de Gentse glazenier Gustave Ladon (1863-1942) en behoort tot de grootste glasramen van Europa. Er zijn taferelen uit de Bijbel in afgebeeld.

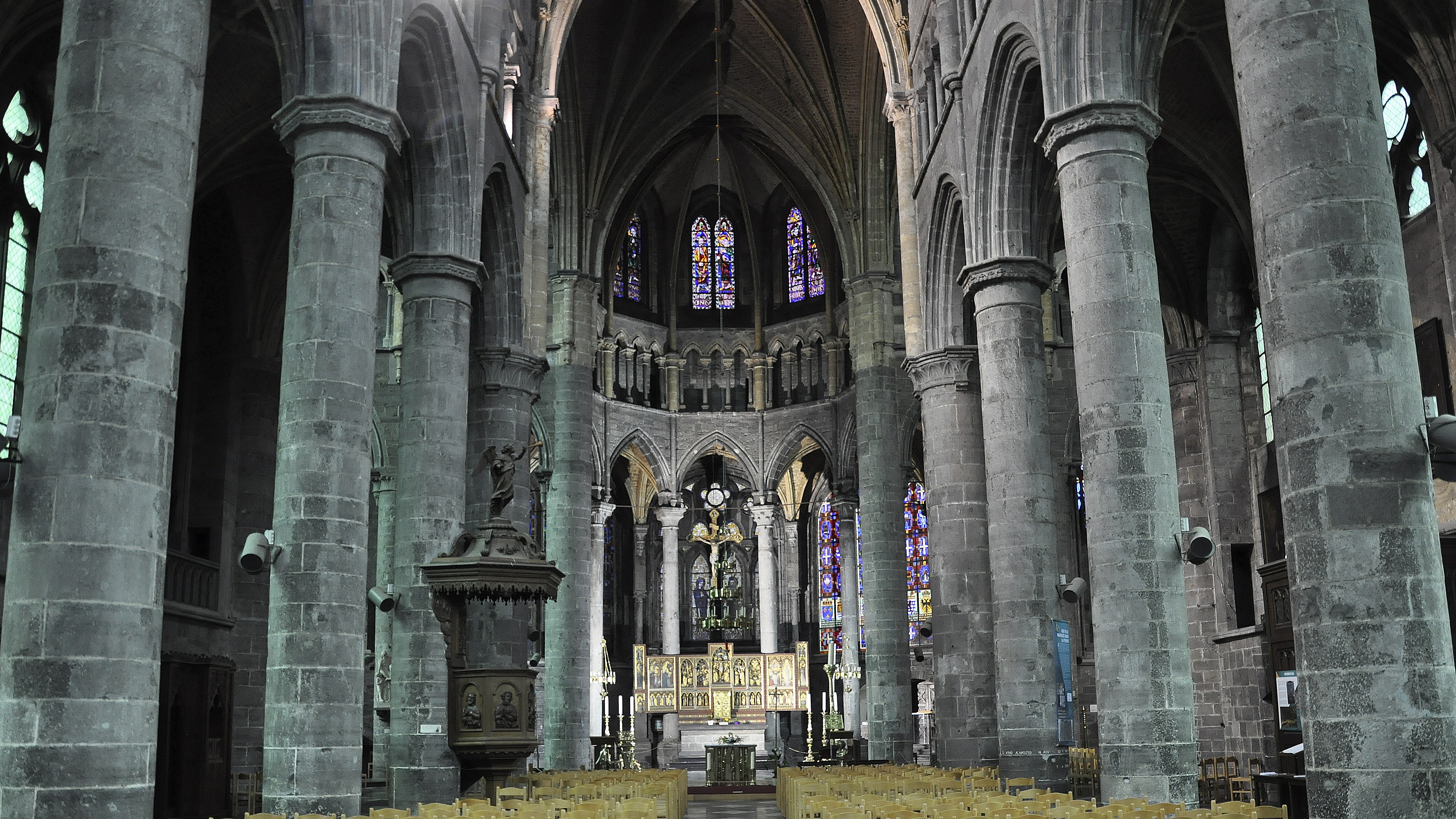
Het interieur
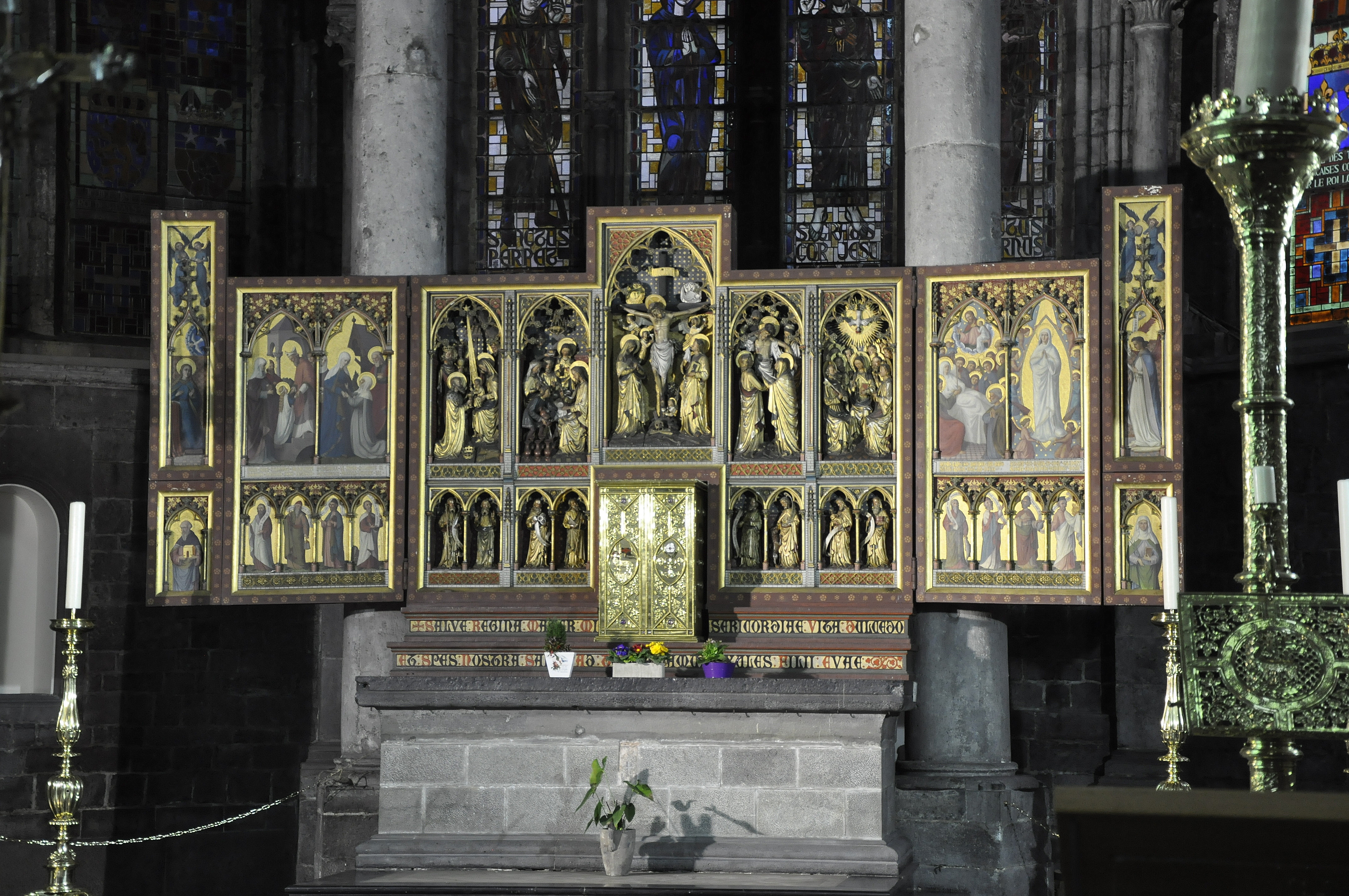
Het hoofdaltaar
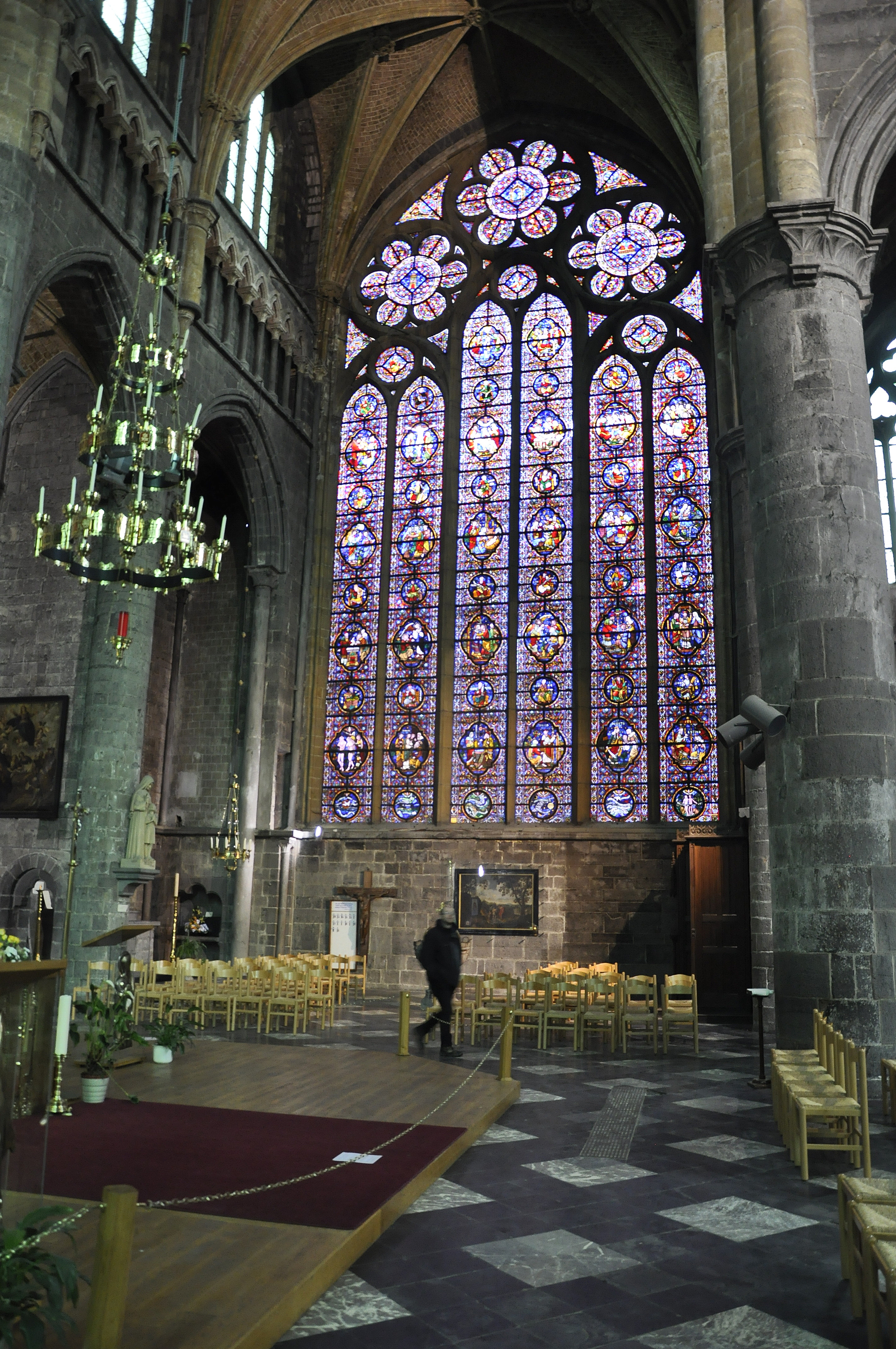
Het glasraam met Bijbelse taferelen van Gustave Ladon

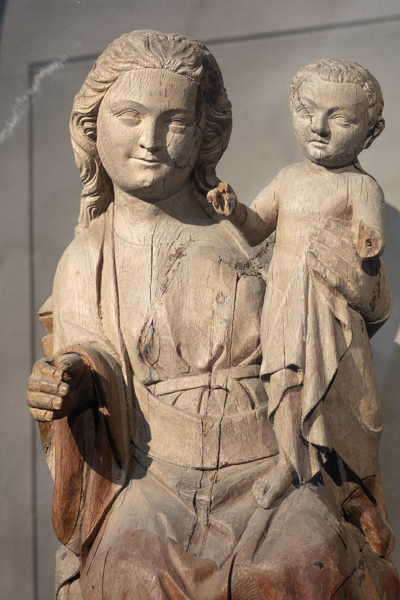
Sedes Sapientiae (14e eeuw)
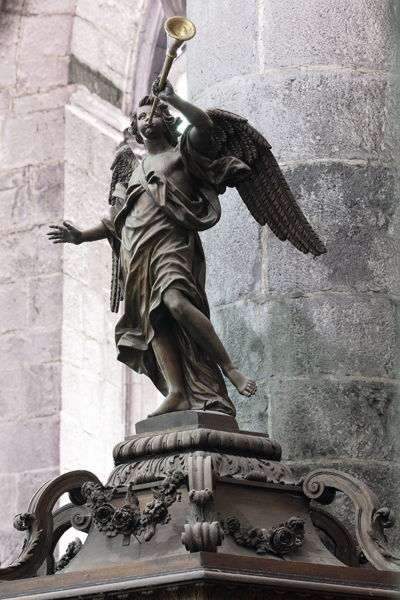
Preekstoel
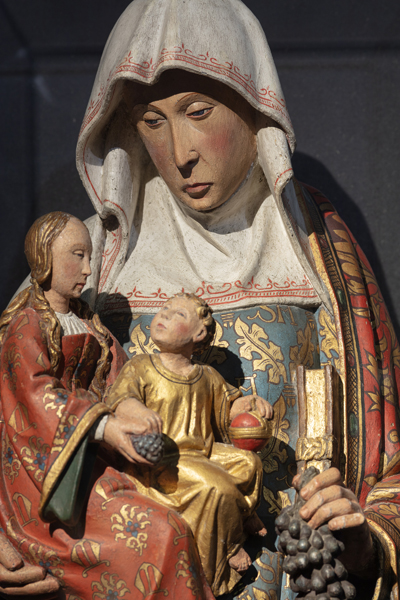
Anna te Drieën (16e eeuw)